# 一橋
一橋（日语：／ Hitotsubashi */?）是東京都千代田區的地名。一丁目屬麴町地區，二丁目屬神田地區。
郵遞區號：100-0003（1丁目）、101-0003（2丁目）

## 地理
位於江戶城北方，西臨清水濠，南接平川濠、大手濠。有平川橋可供通行。
過去町名為「神田一橋」。小學館及相關會社（集英社等）本社集中於此，出版業界將此地的企業群稱為「一橋集團」。

## 歷史
江戶時代
江戶時代初期的1606年（慶長11年），在橋前建造江戶城外郭門，名為「一橋御門」。8代將軍德川吉宗賜予四子宗尹一橋門内的屋敷，為御三卿一橋家的初代當主。江戶中期以後，一橋門外防火地一帶命名為「護持院原」。
明治時代以後

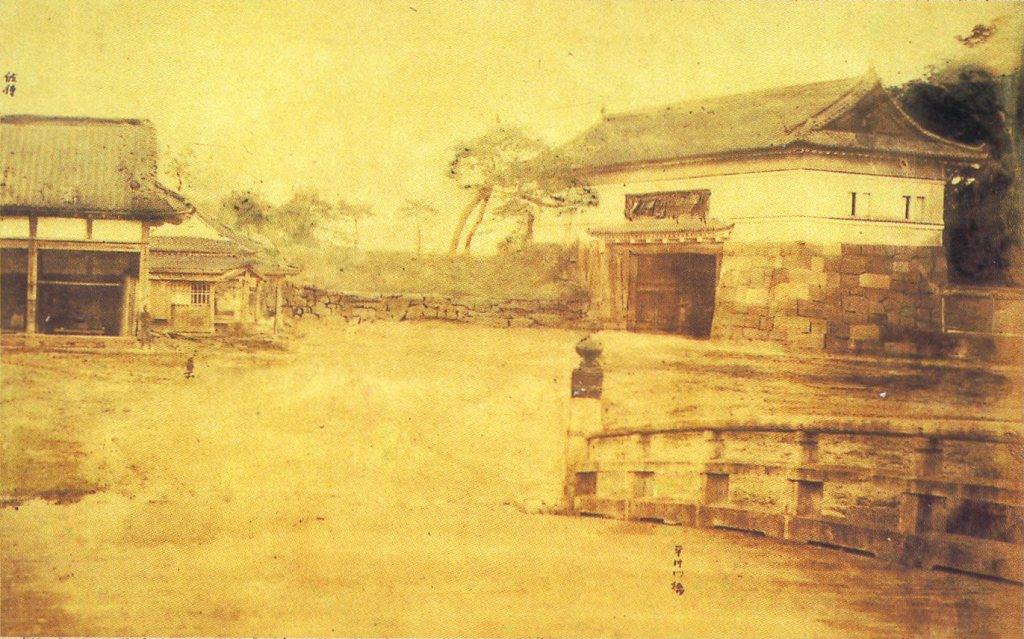
一橋門（明治期攝影）

江戶幕府結束後，1873年（明治6年）拆除一橋門，1878年成立神田區。
東京大學、一橋大學、東京外國語大學、學習院等校的前身皆在一橋與相鄰的神田錦町，過去護持院原一帶在明治時代是文教區，各大學校史將此地稱為「發源地」（請參照東京商科大學 (舊制)、東京外國語學校 (舊制)）。而設立於鄰近神田昌平黌舊址湯島聖堂內（1872年）的東京高等師範學校附屬小學校、附屬中學校（現在的筑波大學附屬小學校、中學校、高等學校）在890年至1910年間也在神田區一橋通町（現在的一橋2丁目，共立女子學園所在地）。其中，前身為舊制東京商大的一橋大學在改制為新制大學時決定將發源地「一橋」作為校名而更名，沿用至今。
一橋地區充滿文教氣息，町內有共立女子大校區與一橋大學部分設施（一橋講堂、如水會館等）等教育機構設施。

### 地名由來
「一橋」的地名來自於南方，東南－西北流向的日本橋川上的「一橋」（一ツ橋）。一橋附近最初為日本橋川與小石川（現在的白山通）匯流處，橋名來自於表達匯流點二合為一的「一」（ひとつ），之後作為當地地名。一般認為一橋的說法是在一橋御門建造前就已存在。

## 設施
設施、建築
- 如水會館（日语：如水会）
- PalaceSide大樓

企業
- 每日新聞社總部（PalaceSide大樓內）
- Mynavi（日语：マイナビ (企業)）
- 小學館
- 岩波書店
- 集英社

法人、團體
- 日本教育會館（日语：日本教育会館）
- 國立大學協會
- JA總合研究所（日语：JC総研）
- 公寓大廈管理中心（日语：マンション管理センター）（岩波書店一橋大樓内）

## 教育機關
- 千代田區立神田一橋中學校（日语：千代田区立神田一橋中学校）
- 一橋大學大學院國際企業戰略研究科（日语：国際企業戦略研究科）
- 共立女子大學
- 共立女子短期大學
- 共立女子中學高等學校（日语：共立女子中学高等学校）

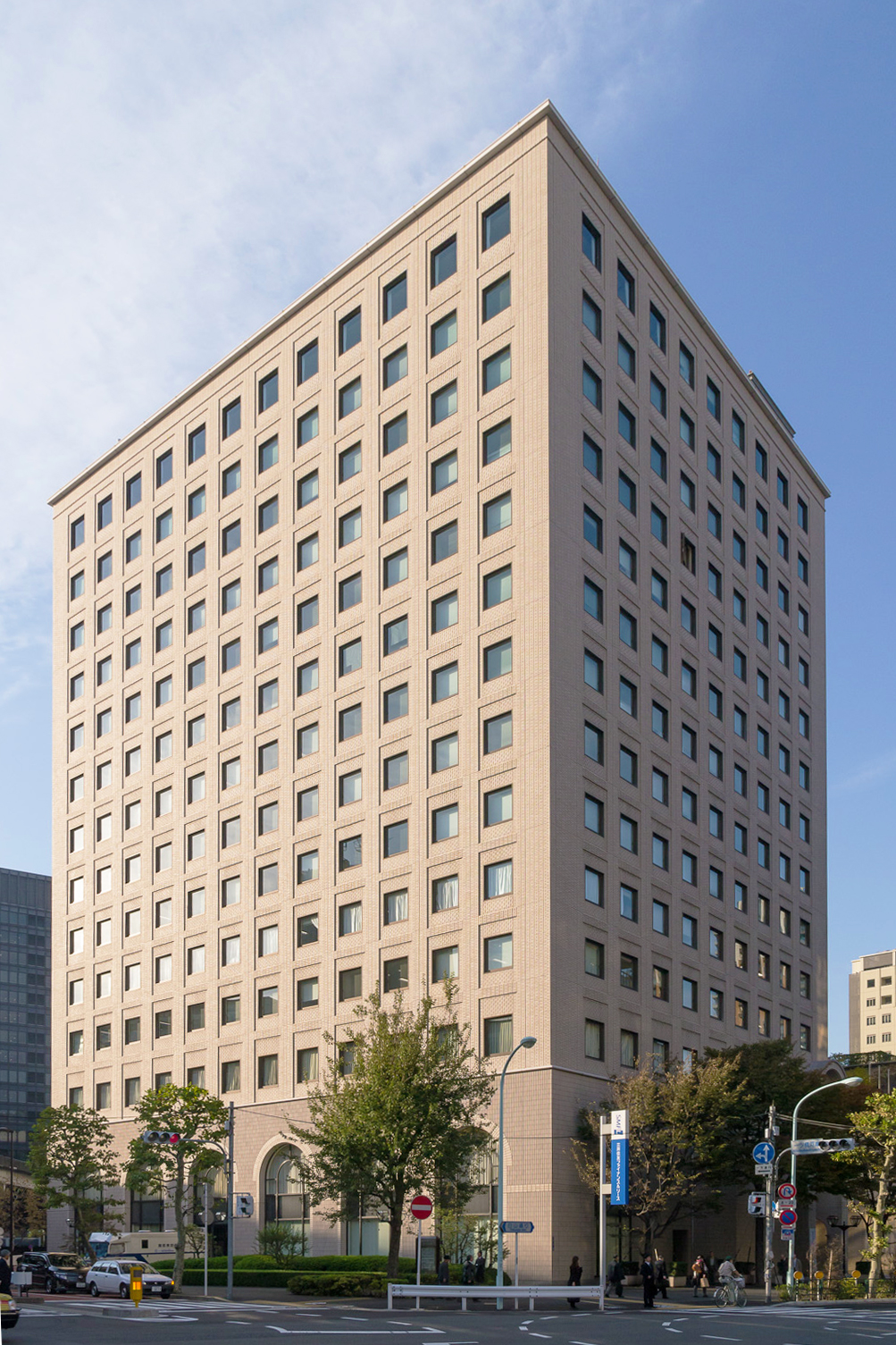
如水會館
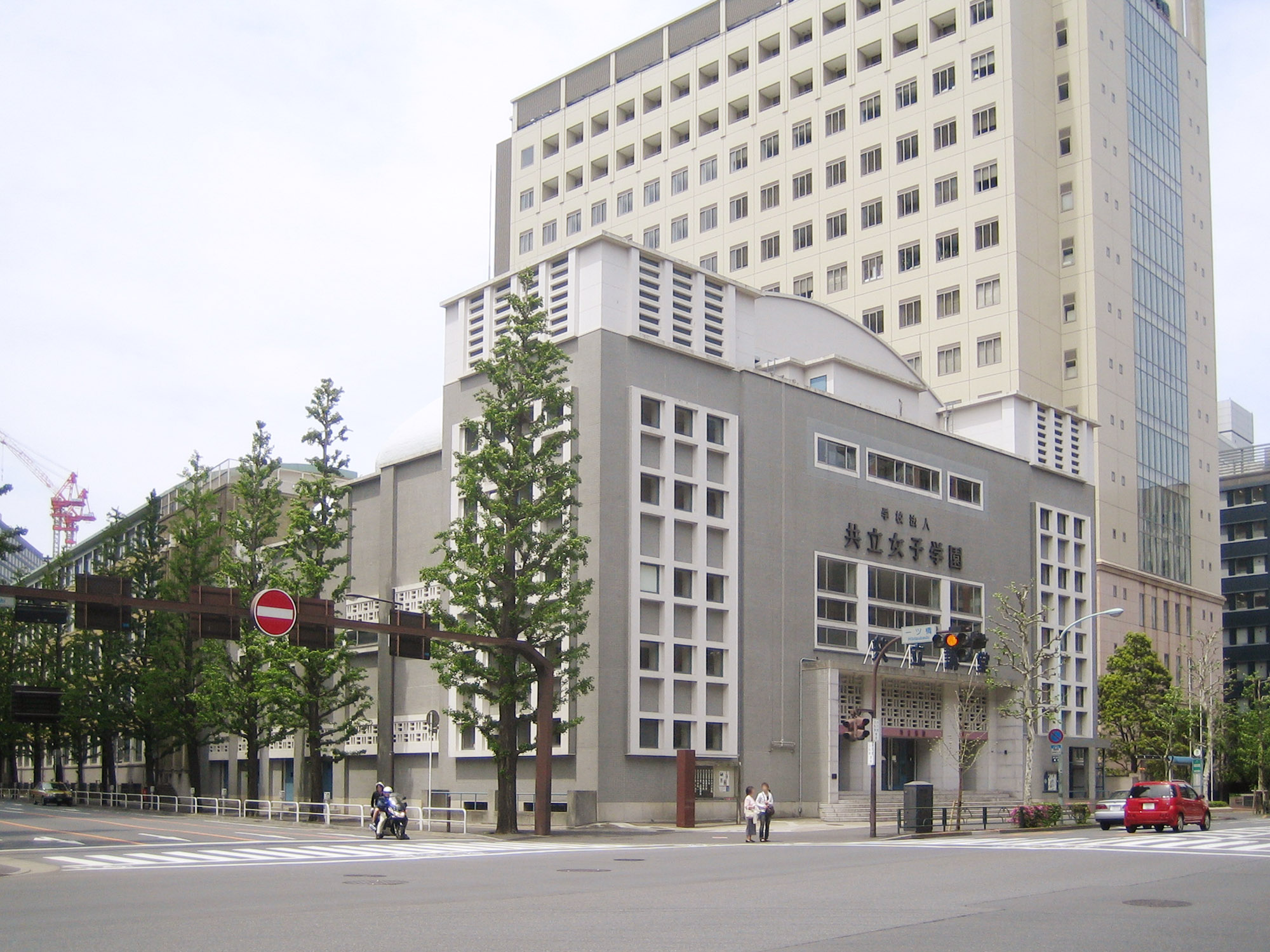
共立女子大學神田一橋校區
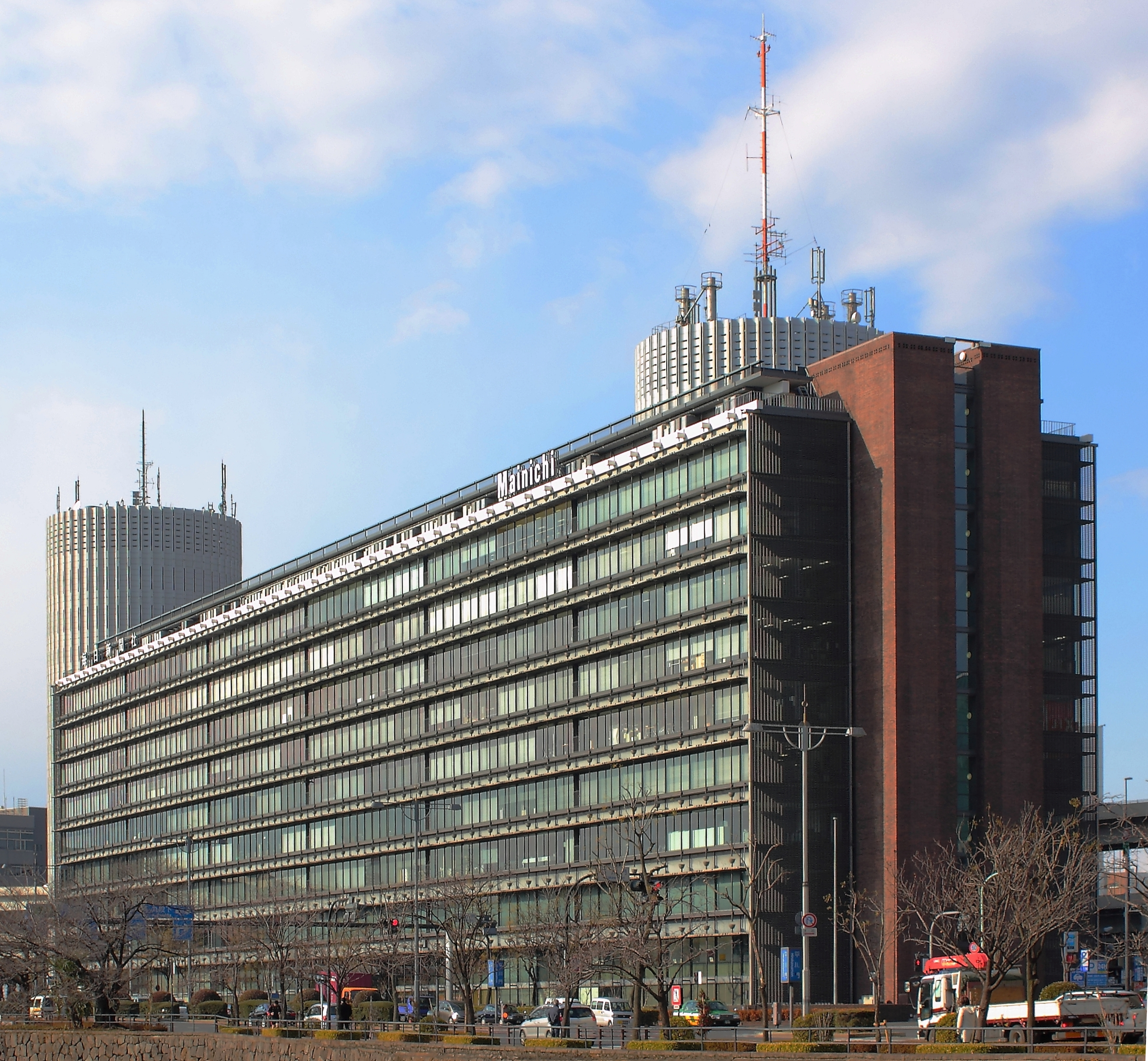
巴樂斯賽德大廈（每日新聞東京本社）
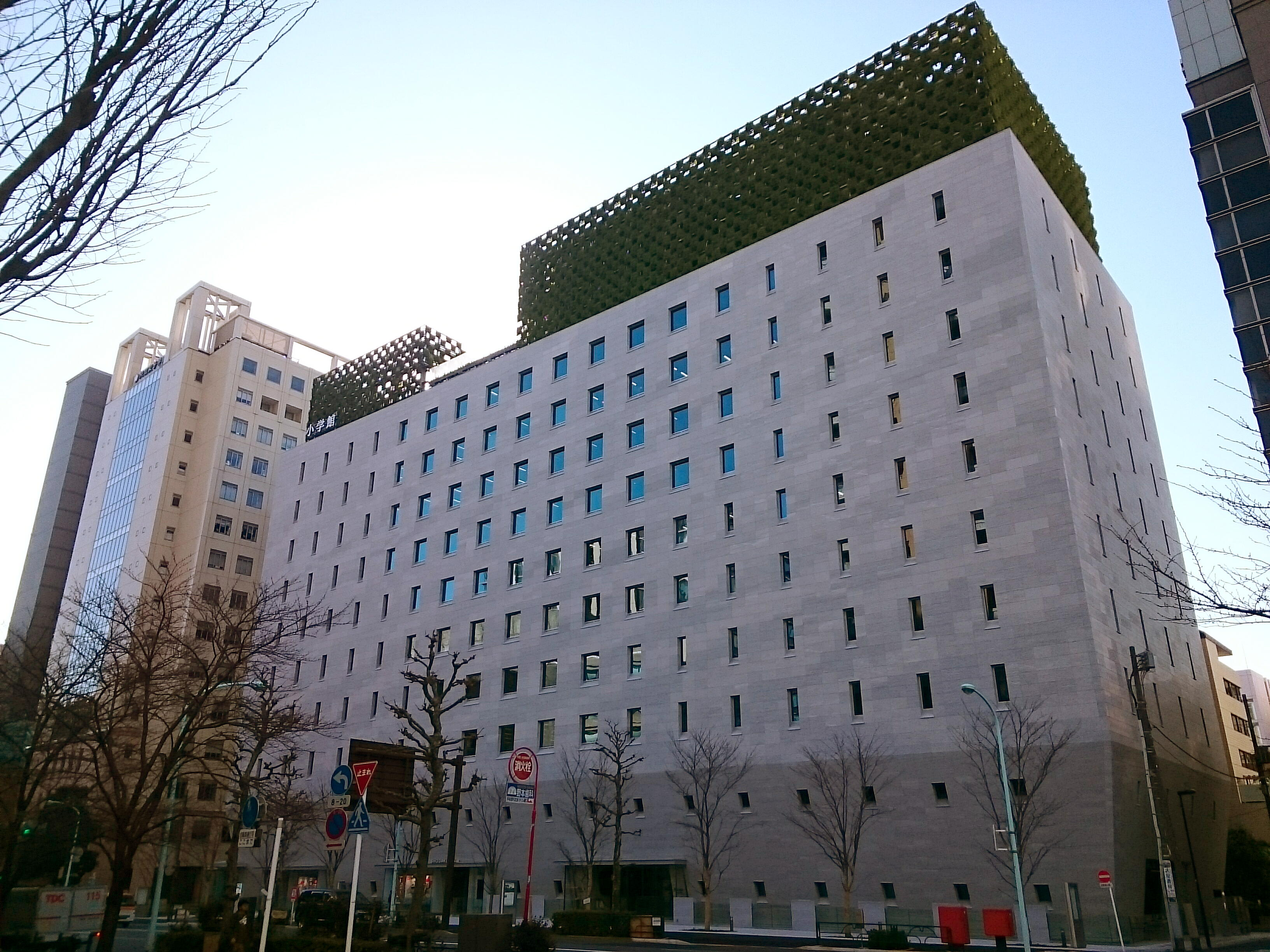
小學館
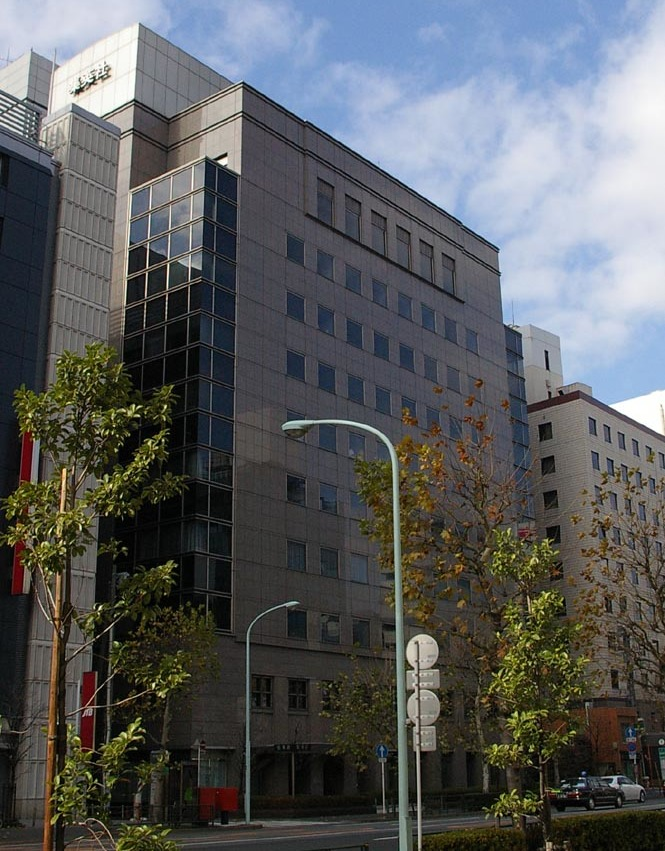
集英社

## 交通
鐵路
- 東京地下鐵竹橋站（○東西線）
- 都營地下鐵神保町站（○三田線 ○新宿線）- 設有出入口。（所在地：神田神保町）

巴士
- 都營巴士都02乙 - 池袋站～文京區 役所行經一橋方向 - 車次極少。

道路
- 東京都道301號白山祝田田町線（内堀通）
- 東京都道405號外濠環狀線（外堀通）

首都高速道路、出入口
- 首都高速都心環狀線
- 竹橋JCT
- 一橋出入口

## 備註
1. ↑  町丁別世帯数および人口（住民基本台帳）：平成25年7月1日現在-千代田区総合ホームページ 的存檔，存档日期2013-10-23.